# Tutto sommato
Tutto sommato è un singolo promozionale della cantante italiana Annalisa, pubblicato il 13 gennaio 2014 come quarto estratto dal secondo album in studio Mentre tutto cambia.
Il brano ha ricevuto una candidatura come Best Filmhitsong per il premio olandese Rembrandt Award 2015.

## Descrizione
Il brano è stato scritto da Roberto Casalino e musicato da quest'ultimo in collaborazione con Niccolò Verrienti.

## Promozione
Il singolo è stato estratto unicamente per il mercato olandese, venendo commercializzato dalla Warner Music Netherlands insieme all'edizione digitale di Mentre tutto cambia il 13 gennaio 2014 (l'edizione CD è successivamente uscita il 24 di tale mese),
Tutto sommato è stato inoltre incluso nel film olandese Toscaanse Bruiloft, girato in Toscana nell'estate 2013 e distribuito nelle sale cinematografiche olandesi da fine gennaio 2014. Lo stesso è presente anche nel relativo trailer ufficiale.

## Tracce
Testi di Roberto Casalino, musiche di Roberto Casalino e Niccolò Verrienti.
1. Tutto sommato – 2:58